# مات بلومفيلد
مات بلومفيلد (بالإنجليزية: Matt Bloomfield)‏ (8 فبراير 1984 في المملكة المتحدة - ) هو لاعب كرة قدم بريطاني في مركز الوسط. شارك مع منتخب إنجلترا تحت 19 سنة لكرة القدم. أما مع النوادي، فقد لعب مع إيبسويتش تاون وويكمب وندررز.

## وصلات خارجية
- مات بلومفيلد على موقع قاعدة بيانات كرة القدم.إي يو (الإنجليزية)
- مات بلومفيلد على موقع Soccerbase.com (لاعب) (الإنجليزية)